# Ґжеґож Новак (веслувальник)
Ґжеґож Новак (пол. Grzegorz Nowak, 1 листопада 1954) — польський академічний веслувальник.
Бронзовий призер Олімпійських Ігор 1980 року в складі розпашної четвірки зі стерновим.